# Crambus sjoestedti
Crambus sjoestedti là một loài bướm đêm trong họ Crambidae.